# Phoebe alba
Phoebe alba är en skalbaggsart som beskrevs av Martins och Maria Helena M. Galileo 2004. Phoebe alba ingår i släktet Phoebe och familjen långhorningar. Inga underarter finns listade i Catalogue of Life.